# George Habash
George Habash (Arabisch: جورج حبش), bijgenaamd Al-Hakim - 'de dokter' (Arabisch:الحكيم) (Lydda (mandaatgebied Palestina), thans Lod (Israël), 2 augustus 1926 - Amman (Jordanië), 26 januari 2008), was een Palestijnse kinderarts. 

## Biografie
Habash kwam uit een Grieks-orthodoxe familie. Toen de Haganah in juli 1948 het stadje Lydda aanviel, werkte hij als arts in het plaatselijke ziekenhuis. Hij behandelde daar slachtoffers die ernstig gewond waren ten gevolge van het bombardement, het bloedbad in de Dahmash moskee en door schietpartijen elders in het stadje (Operatie Dani). Nadat het Israëlische leger het stadje had ingenomen, werd de Palestijnse bevolking onderworpen aan etnische zuivering. De meeste inwoners werden uit Palestina verdreven.
In 1951 studeerde hij als kinderarts af aan de Amerikaanse Universiteit van Beiroet. In de vroege jaren vijftig sloot hij zich aan bij de pan-Arabische beweging van de Egyptische president Gamal Nasser en riep hij op tot een verenigde Arabische strijd voor Palestina. Voorts stichtte hij met een aantal anderen de Arabische Nationalistische Beweging. Hierin hield hij een linksere koers aan dan de Palestijnse studentenbeweging in de Egyptische hoofdstad Caïro.
Na de Zesdaagse Oorlog van 1967 sloeg Habash een meer radicaal-socialistische koers in en richtte hij mede het Volksfront voor de Bevrijding van Palestina (PFLP) op. Habash was aanvankelijk wars van enige vorm van toegeeflijkheid richting Israël. Het PFLP pleegde dan ook tal van terroristische acties tegen Israëlische doelen. In 1970 was zijn PFLP, die voortdurend overhooplag met de grotere PLO, betrokken bij een drietal vliegtuigkapingen en probeerde hij in het aan Israël grenzende Jordanië een revolutie te bewerkstelligen. Dit leidde tot de beruchte Zwarte September, waarbij alle Palestijnse activisten, de PLO incluis, met bruut geweld het land uit werden gezet.
Ook tijdens de Libanese Burgeroorlog was Habash actief. De Oslo-akkoorden uit 1993 tussen de Palestijnse leider Arafat en Israël waren hem een doorn in het oog. Hij vond dat Arafat de PLO en de Palestijnse eenheid hiermee verraadde. Ook Habash was bereid een voorlopige staat op de Westbank en in de Gazastrook te aanvaarden als aanloop naar heel Palestina. Maar volgens hem gaf zijn vriend en strijdmakker Arafat met deze akkoorden zowat alles weg. In de Syrische hoofdstad Damascus zette hij daarom een Palestijnse oppositie hiertegen op poten waarin hij ook de Hamas en de Islamitische Jihad betrok, ondanks zijn eigen seculiere links-radicale ideologie.
In 2000 nam hij om gezondheidsredenen ontslag als leider van het PFLP. Begin 2008 overleed George Habash na een jarenlange ziekte op 81-jarige leeftijd.